# Marvin van Heek
Marvin van Heek (* 22. November 1991 in Montpellier, Frankreich) ist ein ehemaliger niederländischer Skirennläufer. Er startete vor allem in den schnellen Disziplinen Abfahrt und Super-G. Sein bestes Ergebnis war der 8. Platz in der Abfahrt von Gröden. Kein Niederländer erzielte vor ihm ein besseres Resultat im Weltcup.

## Karriere
Van Heek wurde in Südfrankreich geboren und lebt derzeit in der französischen Alpengemeinde Menthon-Saint-Bernard. In seiner Jugend fuhr er für den französischen Skiverband, im Europacup debütierte er im Januar 2010. Im Juni 2011 wechselte van Heek zum niederländischen Verband. Erstmals im Weltcup startete er am 3. Februar 2012 in Chamonix, wo er Rang 54 unter 66 Teilnehmern belegte. Zwei Tage später gelang ihm in der Superkombinations-Abfahrt Rang 30, wodurch er im anschließenden Slalomdurchgang die Startnummer eins hatte. Er konnte diese gute Ausgangsposition jedoch nicht für Weltcuppunkte nutzen, sondern fiel auf Platz 39 zurück.
Bis zur Weltcup-Abfahrt von Gröden am 15. Dezember 2012 blieb dies van Heeks bestes Weltcup-Ergebnis, im Europacup war er einmal als 29. in den Punkterängen. Auf der wegen Neuschnee verkürzten Saslong nutzte er wie einige andere Läufer mit hohen Startnummern die Gunst der Stunde und belegte bei besser werdenden Bedingungen 0,59 s hinter dem Sieger Steven Nyman Rang 8. Dies ist das mit Abstand beste Ergebnis eines niederländischen Skirennläufers und das zweite Mal nach Harald de Man 1998, dass ein Niederländer Weltcuppunkte gewann.
Nach der Weltcup-Saison 2015/16 beendete Van Heek seine Karriere.

## Erfolge

### Weltmeisterschaften
- Vail/Beaver Creek 2015: DNF Super-G

### Weltcup
- 1 Platzierung unter den besten 10

### Weltcupwertungen
| 2011/12 | keine Platzierung in den Punkterängen | keine Platzierung in den Punkterängen | keine Platzierung in den Punkterängen | keine Platzierung in den Punkterängen | keine Platzierung in den Punkterängen | keine Platzierung in den Punkterängen | keine Platzierung in den Punkterängen | keine Platzierung in den Punkterängen | keine Platzierung in den Punkterängen | keine Platzierung in den Punkterängen | keine Platzierung in den Punkterängen | keine Platzierung in den Punkterängen | keine Platzierung in den Punkterängen | keine Platzierung in den Punkterängen |
| 2012/13 | 96.                                   | 32                                    | 39.                                   | 32                                    |                                       |                                       |                                       |                                       |                                       |                                       |                                       |                                       |                                       |                                       |
| 2013/14 | verletzungsbedingt keine Ergebnisse   | verletzungsbedingt keine Ergebnisse   | verletzungsbedingt keine Ergebnisse   | verletzungsbedingt keine Ergebnisse   | verletzungsbedingt keine Ergebnisse   | verletzungsbedingt keine Ergebnisse   | verletzungsbedingt keine Ergebnisse   | verletzungsbedingt keine Ergebnisse   | verletzungsbedingt keine Ergebnisse   | verletzungsbedingt keine Ergebnisse   | verletzungsbedingt keine Ergebnisse   | verletzungsbedingt keine Ergebnisse   | verletzungsbedingt keine Ergebnisse   | verletzungsbedingt keine Ergebnisse   |
| 2014/15 | keine Platzierung in den Punkterängen | keine Platzierung in den Punkterängen | keine Platzierung in den Punkterängen | keine Platzierung in den Punkterängen | keine Platzierung in den Punkterängen | keine Platzierung in den Punkterängen | keine Platzierung in den Punkterängen | keine Platzierung in den Punkterängen | keine Platzierung in den Punkterängen | keine Platzierung in den Punkterängen | keine Platzierung in den Punkterängen | keine Platzierung in den Punkterängen | keine Platzierung in den Punkterängen | keine Platzierung in den Punkterängen |

### Europacup
- 1 Platzierung unter den besten 30